# Sanel Jahić
Sanel Jahić (Estrasburgo, Francia, 10 de diciembre de 1981) es un exfutbolista bosnio aunque francés de nacimiento. Se desempeñaba como defensa. Se retiró en 2017 en el FK Željezničar Sarajevo.

## Clubes
| Club                    | País                 | Años        |
| ----------------------- | -------------------- | ----------- |
| FC Sochaux              | Francia              | 1999 - 2001 |
| FK Željezničar Sarajevo | Bosnia y Herzegovina | 2001 - 2003 |
| UD Las Palmas           | España               | 2004 - 2005 |
| Mérida UD               | España               | 2005 - 2006 |
| FK Željezničar Sarajevo | Bosnia y Herzegovina | 2006 - 2007 |
| Aris Salónica FC        | Grecia               | 2008 - 2009 |
| AEK Atenas FC           | Grecia               | 2009 - 2011 |
| APOEL FC                | Chipre               | 2011        |
| Kardemir Karabükspor    | Turquía              | 2012 - 2013 |
| St. Johnstone F.C.      | Escocia              | 2013 - 2014 |
| Grasshopper Club Zürich | Suiza                | 2014 - 2015 |
| APO Levadiakos          | Grecia               | 2015 - 2016 |
| FK Željezničar Sarajevo | Bosnia y Herzegovina | 2016 . 2017 |

## Palmarés
FK Željezničar Sarajevo
- Copa de Bosnia y Herzegovina: 2003
- Supercopa de Bosnia y Herzegovina: 2001

AEK Atenas FC
- Copa de Grecia: 2011